# Вроцлав-Брохув Пассажирская
Вроцлав-Брохув Пассажирская (пол. Wrocław Brochów Osobowy) — железнодорожная платформа пассажирская (остановочный пункт) в городе Вроцлав (расположенная в дзельнице Брохув), в Нижнесилезском воеводстве Польши. Имеет 2 платформы и 2 пути.
Остановочный пункт построили в 1842 году на железнодорожной линии Олава — Вроцлав. Теперешнее здание вокзала построено в 1896 году. Вокзал и навесы на платформах были 17 февраля 1984 года внесены в реестр памятников культуры Нижнесилезского воеводства. Капитальный ремонт вокзала был проведен в 2011—2012 годах.
Памятник культуры Нижнесилезского воеводства: регистрационный номер A/2633/430/Wm от 17 февраля 1984 года.